# Черкесов, Андрей Михайлович
Андре́й Миха́йлович Черке́сов (22 октября 1905, Зайцево, Тульская губерния — 9 марта 1943) — советский военнослужащий, участник Великой Отечественной войны, Герой Советского Союза, инженер-мостовик, первый заместитель начальника отдела мостов и тоннелей Центрального управления пути Народного комиссариата путей сообщения.

## Биография
Родился 22 октября 1905 года[по какому календарю?] в селе Зайцево (ныне - Белёвского района Тульской области) в крестьянской семье. В 14 лет остался без матери, два года беспризорничал. В начале 1920-х годов оказался в совхозе на станции Саблино под Петроградом. Здесь осел, начал трудовую деятельность, по путевке комсомола был направлен на учёбу в рабфак. С 1924 года работал в товарной конторе железной дороги, затем на кожзаводе.
В 1930 году поступил в Ленинградский институт инженеров железнодорожного транспорта. В 1933 году, будучи на практике, работал в изыскательской партии Управления по постройке вторых путей Забайкальской железной дороги. С мая по ноябрь 1934 года — прораб на строительстве моста через канал Москва-Волга на станции Химки. Во время учёбы специализировался на мостостроении. В 1935 году защитил дипломную работу на тему «Проект виадука Байкало-Амурской магистрали».
В 1935—1937 годах — мостовой мастер, заместитель начальника 7-й дистанции пути Московско-Донецкой железной дороги. В 1937—1938 годах — старший инженер-диспетчер заместитель начальника технического отдела Народного комиссариата путей сообщения. В октябре 1938 года назначен начальником мостового отдела Центрального управления пути НКПС.
21 июня убыл в служебную командировку в город Львов. В первые дни войны сумел эвакуироваться на восток. В октябре 1941 он уже был в Саратове, куда эвакуировался наркомат. В июне 1942 года назначен первым заместителем начальника мостов и тоннелей. Во время войны приложил все силы для обеспечения работы железнодорожного транспорта, восстановлению разрушенных мостов, строительству новых. Был награждён медалью «За трудовую доблесть».
В декабре 1942 года, когда исход Сталинградской битвы был ясен, Государственный Комитет Обороны принял постановление о срочном восстановлении моста через Дон для ускорения переброски войск на запад. Ложкинский, или Чирский, мост через реку Дон около города Калач на перегоне Ляпичев — Рычково, противники, отступая, уничтожили полностью: 11 пролётов, общей длиной 725 метров. На возрождение стратегически важного моста было отведено 52 суток. Работами по возрождению Ложкинского моста постоянно интересовалась Ставка, контролировал лично нарком. Начальником производственного отдела на стройке № 500 был назначен А. М. Черкесов.
Работы велись в сложных условиях, долгое время строительство было полностью отрезано от действующих линий, стояла суровая зима, часто налетала вражеская авиация. Когда восстановили практически весь мост, противники снова разрушили его на большом протяжении. К 19 февраля было закончено восстановление пролётов с 6 по 10. На пролётах 2 и 3 шла сборка пролётных строений. Был достигнут высокий темп — 12 погонных метров с сутки.
6 марта 1943 года, во время испытания обкаточным паровозом восстановленного моста, был очередной налёт вражеской авиации. Крупная бомба попала и разрушила девятую опору. В воду рухнули два 55-метровых пролёта. От бомбёжки погибло 102 человека, в том числе начальник мостопоезда № 29 А. А. Васильев. А. М. Черкесов был тяжело ранен и 9 марта 1943 года скончался в госпитале.
Несмотря на большие разрушения и людские потери, мост через Дон был восстановлен в кратчайшие сроки, через 16 суток по нему уже пошли эшелоны на запад. Он стал первым крупным сооружением, восстановленным в Великую Отечественную войну.
Указом Президиума Верховного Совета СССР от 5 ноября 1943 года «за особые заслуги в обеспечении перевозок для фронта и народного хозяйства и выдающиеся достижения в восстановлении железнодорожного хозяйства в трудных условиях военного времени» Черкесову Андрею Михайловичу присвоено звание Героя Социалистического Труда с вручением ордена Ленина и медали «Серп и Молот».
Похоронен на месте гибели, на берегу современного Цимлянского водохранилища, рядом с братской красноармейской могилой. На обелиске написано: «Здесь похоронены Герои Социалистического Труда А. А. Васильев и A. M. Черкесов».